# Julia Varady
Júlia Várady (właściwie Júlia Tözsér, ur. 1 września 1941 w Nagyvárad) – niemiecka śpiewaczka operowa, sopran węgierskiego pochodzenia.

## Życiorys
W wieku sześciu lat rozpoczęła naukę gry na skrzypcach w konserwatorium w Klużu, w wieku 14 lat – naukę śpiewu u Emilii Popp. Później uczyła się u Arty Florescu w Bukareszcie.
Debiutowała jako mezzosopran w Cluj Opera w 1962, śpiewając Orfeusza w Orfeuszu i Eurydyce Ch.W. Glucka, później także Fiordiligi w Così fan tutte.
W 1977 wyszła za mąż za barytona Dietricha Fischer-Dieskaua. W 1998 porzuciła występy, obecnie wykłada w Hochschule für Musik Hanns Eisler w Berlinie.

## Teatry operowe i festiwale
- w 1970 Frankfurt nad Menem i od tego czasu występowała już głównie w Europie zachodniej.
- po trzech latach przeniosła się do Opery Bawarskiej w Monachium,
- a później do Deutsche Oper w Berlinie

także:
- Royal Opera House, Covent Garden, Londyn
- Opera Wiedeńska
- Metropolitan Opera, Nowy Jork
- Teatro alla Scala, Mediolan
- Teatro Colón, Buenos Aires
- Opéra Bastille, Paryż
- Festiwal w Salzburgu,
- Festiwal w Monachium
- Festiwal w Edynburgu

## Partie operowe
Przeważnie obejmują występy w przedstawieniach operowych, ale także nagrania płytowe i radiowe oraz wykonania koncertowe.
- Judyta w Zamku Sinobrodego Bartóka
- Micaela w Carmen Bizeta
- Kończakówna w Kniaziu Igorze Borodina
- Alceste w Alceście Glucka
- Orfeusz w Orfeuszu i Eurydyce Glucka
- Małgorzata w Fauście Charles’a Gounoda
- Ginevra w Ariodante Händla
- Santuzza w Rycerskości wieśniaczej Mascagniego
- Elektra w Idomeneo Mozarta
- Susanna, Cherubino i Hrabina w Weselu Figara Mozarta
- Donna Elvira i Donna Anna w Don Giovannim Mozarta
- Fiordiligi w Così fan tutte Mozarta
- Vitellia w La clemenza di Tito Mozarta
- Pamina w Czarodziejskim flecie Mozarta
- Giulietta i Antonia w „Opowieściach Hoffmanna Offenbacha
- Cio Cio San i Kate Pinkerton w Madame Butterfly Pucciniego
- Liu w Turandot Pucciniego
- Georgette w Płaszczu Pucciniego
- Cordelia w operze Lear Reimanna
- Angelina w Kopciuszku Rossiniego
- Adela w Hrabim Ory Rossiniego
- Dziewczę w Mojżeszu i Aaronie Schönberga
- Saffi w Baronie cygańskim Johanna Straussa
- Arabella w Arabelli Richarda Straussa
- Kompozytot w Ariadnie na Naksos Richarda Straussa
- Tatiana w Eugeniuszu Onieginie Czajkowskiego
- Liza w Damie pikowej Czajkowskiego
- Abigaille i Fenena w Nabucco Verdiego
- Tebaldo i Elżbieta w Don Carlosie Verdiego
- Desdemona w Otellu Verdiego
- Aida w Aidzie Verdiego
- Leonora w Trubadurze i Mocy przeznaczenia Verdiego
- Violetta w Traviacie Verdiego
- Amelia w Balu maskowym Verdiego
- Irena w Rienzi Wagnera
- Senta w Holendrze tułaczu Wagnera
- Eva w Śpiewakach norymberskich Wagnera
- Freia w Złocie Renu Wagnera
- Siegrune i Sieglinde w Walkirii Wagnera